# Cronologia Universității „Alexandru Ioan Cuza” din Iași
Pagina reprezintă istoria instituției de învățământ superior Universitatea Alexandru Ioan Cuza din Iași.

## Cronologia evenimentelor
- 1563 - Despot Vodă, domnitorul Moldovei, a înființat la Cotnari, un Colegiu (Schola latina), cu un program școlar conceput pe 5 ani (acest Colegiu era însă de nivel gimnaziu, nu de nivel universitar).
- 1640, 9 mai - Vasile Lupu, domnitorul Moldovei, a înființat la mănăstirea Trei Ierarhi din Iași un Colegiu, având drept conducător pe Sofronie Paceațki, fostul rector al Colegiului din Kiev.
- 1644 - Domnitorul Vasile Lupu a pus bazele Academiei de la Iași.
- 1714 - A luat ființă Academia domnească din Iași, din inițiativa lui Nicolae Mavrocordat (1711-1715), cu sprijinul patriarhului Hrisant Notara al Ierusalimului.
- 1765 - Domnitorul Grigore Ghica a transformat Academia din Iași, în Academie Domnească.
- 1803 - Veniamin Costachi a înființat Seminarul de la Socola. Seminarul a reprezentat prima școală superioară în limba română din Principate.
- 1834, 20 noiembrie - În localul de la Trei Ierarhi, s-a deschis cursul Facultății de Filozofie. Este, de fapt, data înființării noii Academii ieșene, ce va deveni „Mihăileană" la inaugurarea localului propriu, în iunie 1835.
- 1834 - S-a înființat Muzeul de Istorie Naturală, prima instituție de acest fel din țara noastră.
- 1856 - Anastasie Fătu a înființat, pe proprietatea sa, Grădina Botanică, prima instituție de acest fel din țara noastră.
- 1860, 26 octombrie - Au fost date decretele domnești de înființare a Universității din Iași, prima universitate modernă românească.
- 1864 - octombrie. Și-a început existența Secția de Biologie, în cadrul Facultății de Științe.
- 1864, 25 noiembrie - S-a înființat Catedra de Fizică și Chimie, condusă de profesorul Ștefan Micle.
- 1865, 14 ianuarie - Activitatea Facultății de Teologiei de la Iași a încetat, în urma deciziei Ministerului de resort.
- 1870, aprilie - S-a înființat „Cercul român”, centru special destinat relaxării studenților. Tinerii găseau aici, pe lângă satisfacerea gustului pentru literatură, și posibilități de recreație.
- 1870, 15 iunie - S-a desfășurat primul examen de licență la Facultatea de Drept.
- 1874 - A fost susținut primul examen de licență în matematică.
- 1876 - A fost susținut primul examen de licență în științe naturale.
- 1877 - A. Fătu a redactat și publicat la Iași primul manual românesc de botanică, de nivel universitar (Elemente de botanică: histologie, organografie și fiziologie vegetală).
- 1879, 1 decembrie - Și-a început activitatea Facultatea de Medicină, atunci când Parlamentul Regatului României a votat bugetul și programul didactic al noii instituții.
- 1880 - Disciplina Botanică s-a transformat în Catedră. La conducerea ei, în 1882, a fost numit profesorul Leon Cosmovici, care a pus bazele învățământului fiziologic.
- 1880 - S-a produs prima grevă a studenților. Rectorul lega începutul mișcării de respingerea, la 4 octombrie 1880, a liderul „Clubului studenților”, Teodosiu Motașu, la disciplina „Dreptul roman”.
- 1881 - S-a desfășurat primul examen de licență la Facultatea de Filozofie și Litere.
- 1882 - Petru Poni a înființat primul laborator de chimie la Universitatea din Iași.
- 1884, 24 februarie - S-a produs prima încercare de desființare a Facultății de Medicină, atunci când Ministerul Instrucțiunii Publice nu i-a mai aprobat bugetul necesar funcționării.
- 1884 - La Facultatea de Filozofie și Litere a Universității din Iași s-a înființat o Catedră de Istorie Antică, Epigrafie și Geografie, (prima mențiune a geografiei în învățământul superior românesc), al cărei titular a devenit Petre Rășcanu.
- 1891 - Prin strădania prof. dr. Emil Pușcariu, de la Facultatea de Medicină, a luat naștere, la Iași, cel de al patrulea Institut Antirabic din lume, după cele înființate de Pasteur la Paris în 1885-1887, Gamaleia, la Odessa în 1886, Victor Babeș, la București, în 1888.
- 1892, 20 decembrie - O parte din studenții reuniți în „Asociația generală” (așa numiții studenți „naționaliști”), au pus bazele societății „Solidaritatea”, pentru a contribui „la întărirea și dezvoltarea sentimentelor naționale”.
- 1893, 23 mai - S-a pus piatra de temelie a actualei clădiri a Universității, inaugurată la 21 octombrie 1897 și dată în folosință în anul 1898.
- 1893 - Eduard Gruber a înființat la Universitatea din Iași primul Laborator de psihologie experimentală din România și printre primele din lume.
- 1893 - Dimitrie Brândză, botanist și profesor la Universitatea din Iași, a elaborat prima operă capitală de sinteză în acest domeniu - Prodromul florei române.
- 1896 - A fost dat parțial în folosință unul dintre cele mai importante edificii ale complexului universitar: Institutul de Anatomie. El reprezenta, la acel moment, cel mai modern centru de învățământ anatomic și cercetare morfologică din Sud-Estul Europei și chiar din Europa.
- 1898 - Din inițiativa prof. Ion Găvănescul, a fost înființat Seminarul Pedagogic al Universității din Iași, primul seminar pedagogic din România.
- 1898 - Prin lege, Secția de Istorie de la Facultatea de Filozofie și Litere a fost transformată în Secție de Istorie-Geografie, introducându-se și licența în geografie.
- 1900, septembrie - A apărut revista „Annales scientifiques de l’Université de Jassy”, prima de acest fel în România.
- 1900 - S-a produs a doua încercare de desființare a Facultății de Medicină, în timpul guvernul lui Petre P. Carp, din rațiuni financiare.
- 1900 - Prof. Constantin Thiron, absolvent al Facultății de Medicină din Paris, a înființat primul Laborator de medicină experimentală și primul Laborator de radiologie medicală din Iași.
- 1902, 2 și 4 iunie - A avut loc, la Iași, primul congres de științe din România, ca urmare a eforturilor Societății de Științe.
- 1903/1904 - S-a înființat o cantină a Universității, la inițiativa ministrului Spiru Haret. Cantina avea sediul pe str. Lăpușneanu, în casele Herman Pollak-Lapedatu.
- 1905, 6 decembrie - Neculai Costăchescu a susținut teza de doctorat Gazurile cuprinse în sare și în vulcanii de glod din România, sub îndrumarea lui Petru Poni. Ea reprezintă prima teză de doctorat a Facultății de Științe din Iași și prima teză de doctorat în chimie realizată în România.
- 1905 - S-a fondat Spitalul pentru Boli Mintale și Nervoase de la Socola, unul din cele mai moderne din Europa începutului de veac XX.
- 1906, 10 martie - La Facultatea de Științe s-a înființat Catedra de Chimie agricolă, încredințată pedagogului și chimistului H. Vasiliu, Catedră care va sta la originea dezvoltării învățământului superior agronomic din Iași.
- 1907 - A fost obținută prima diplomă de doctor la Facultatea de Litere.
- 1907 - Facultatea de Drept a organizat primele cursuri de doctorat.
- 1909, 6-9 septembrie - S-a desfășurat Congresul studențesc la Iași, în urma căruia s-a decis crearea „Centrului universitar Iași”, ca filială a „Societății generale a studenților români”.
- 1909 - Asistentul Gheorghe Macovei a susținut prima lucrare de doctorat din țară în domeniul geologiei, având ca temă Geologia basenului terțiar de la Bahna, sub conducerea prof. Ion Simionescu.
- 1910, 18 octombrie - Au fost organizate Seminarul matematic și Biblioteca, ce aveau să se numească „Al. Myller”.
- 1910, 1 noiembrie - A început să funcționeze oficial Școala de electricitate, pe lângă Facultatea de Științe. Școala a fost creată în urma inițiativei lui Dragomir Hurmuzescu.
- 1910 - Din inițiativa Societății de Științe, a apărut Revista Științifică „V. Adamachi”, pentru popularizarea științei.
- 1911, 25-30 septembrie - Cu o întârziere de un an, cauzată de starea precară a sănătății Regelui Carol, s-a sărbătorit jubileul Universității.
- 1912, 7 noiembrie - Prin Regulamentul Facultății de Științe, publicat în Monitorul Oficial, s-a înființat secția de Științe agricole la Universitatea din Iași. Secția s-a transformat în 1933 în Facultatea de Științe Agricole; această facultate a dat naștere mai apoi, în 1948, Institutului Agronomic din Iași.
- 1912 - Școala de electricitate industrială de la Iași devenea, prin lege, Institut electrotehnic.
- 1913, decembrie - S-a inaugurat Observatorul astronomic, apărut prin strădania profesorului Constantin Popovici.
- 1913 - Petru Bogdan a creat prima Catedră de Chimie fizică din țară, sub denumirea de Chimie fizicală și analitică.
- 1914/1915 - S-a înființat prima cantină a Universității, în casele Bonciu, din str. Lascăr Catargiu.
- 1916 - La inițiativa profesorului Orest Tafrali a fost înființat Muzeul de Antichități, într-o clădire din str. Carol, nr. 16.
- 1920 - Secția de Științe agricole a Universității din Iași a eliberat prima diplomă de inginer agronom din România.
- 1920 - S-a susținut, la Iași, prima teză de doctorat în matematici.
- 1923, 13 februarie - Școala de electricitate a devenit Institut Electrotehnic, ce a înglobat de la 15 septembrie, același an, și Secția de chimie. În 1937 Institutul s-a transformat în Politehnica „Gheorghe Asachi” din Iași.
- 1926 - S-a înființat Facultatea de Teologie la Chișinău, prin strădaniile profesorului Ion Petrovici, în calitatea sa de ministru al Instrucțiunii și Cultelor.
- 1926 - A luat ființă Stațiunea zoologică maritimă (care va primi numele de „Regele Ferdinand I”) de la Agigea, prin eforturile depuse de prof. Ion Borcea.
- 1933, 9 aprilie - A fost promulgată legea prin care Secția de științe agricole a Facultății de Științe se transforma în Facultatea de Științe Agricole cu sediul la Chișinău. Ea a funcționat la Chișinău până în 1940, însă a aparținut din punct de vedere administrativ de Universitatea din Iași până în 1937, apoi de  Școala Politehnică „Gheorghe Asachi”.
- 1933, 10 iunie - A avut loc solemnitatea inaugurării spațiului mărit al localului vechii Universități, în prezența prof. Petre Andrei, subsecretar de Stat.
- 1933, 2 decembrie - Prin Decretul regal nr. 3119, Universitatea din Iași a primit denumirea de Universitatea Mihăileană.
- 1933 - Pe fondul crizei economice, învățământul farmaceutic de la Universitățile din Iași și Cluj Napoca a fost concentrat la București.
- 1934, 26 martie - A fost acordat primul titlu de Doctor Honoris Cauza al Universității, P.S.S. Episcopului Dionisie Tighineanul.
- 1935 - Universitatea a găzduit Congresul național de tuberculoză.
- 1937, martie - Facultatea de Științe Agricole și secțiile de Științe aplicate de la Facultatea de Științe au trecut în componența nou-înființatei Școli Politehnice „Gheorghe Asachi” din Iași (cu trei facultăți: Electrotehnică, Chimie Industrială și Agronomie).
- 1937, octombrie - Universitatea a găzduit al V-lea Congres național de numismatică și arheologie.
- 1937, octombrie - Sub egida Universității s-a organizat Congresul național de neurologie, psihiatrie, psihologie, endocrinologie și medicină legală.
- 1940, aprilie - S-au pus bazele Institutului de Turcologie, ce funcționa pe lângă Facultatea de Litere și Filozofie și se afla sub conducerea lui Franz Babinger – Director de studii – și Nicolae Iorga – Director general onorific.
- 1940, 6 septembrie - Profesorii Universității din Iași, adunați în sala Marelui Colegiu, au protestat împotriva răpirilor teritoriale din vara anului 1940.
- 1940 - Sub presiunea ultimatumului sovietic, Facultatea de Teologie s-a refugiat la Iași, unde va funcționa până la 22 iunie 1941.
- 1940 - Laboratorul de bacteriologie, din cadrul Facultății de Medicină a devenit Institut, purtând numele lui Alexandru Slătineanu.
- 1940 - Olga Necrasov și-a susținut doctoratul la Iași, cu tema Cercetări antropologice în nord-estul României, punându-se, astfel, bazele studiilor în domeniul antropologiei.
- 1941, februarie - Consiliul Facultății de Litere și Filozofie a decis crearea Catedrei de Gramatică comparată, prima de acest fel din țară.
- 1941, 17 octombrie - Facultatea de Teologie a Universității din Iași a fost desființată, prin contopirea cu Facultatea de Teologie din Cernăuți.
- 1941 - Seminarul de istoria românilor, din cadrul Facultății de Litere și Filozofie a fost ridicat la rangul de institut, denumit Institutul de istorie a românilor „A. D. Xenopol”, sub conducerea lui Ilie Minea; din mai 1943, el s-a intitulat Institutul de istorie națională „A. D. Xenopol”.
- 1941 - În contul efortului de război, Universitatea a pus la dispoziția armatelor germane și române Căminul Central Studențesc, în care trupele Reichului au amenajat un depozit farmaceutic și Căminul Regina Maria, transformat în spital de triaj.
- 1942, 2 decembrie - Prin Decretul-Lege nr. 886, Universitatea a primit numele de „Cuza Vodă”.
- 1943, aprilie - În prezența ambasadorului Italiei la București a fost inaugurat Institutul de Limbă și literatură italiană de la Facultatea de Litere și Filozofie.
- 1943 - S-a înființat Muzeului Etnografic al Moldovei, atașat Catedrei de Introducere în geografie.
- 1944, 25 martie - A început evacuarea Universității „Cuza Vodă”, la Alba Iulia. Aproximativ 1500 de persoane, profesori, studenți, personal auxiliar și familiile acestora, au trebuit să părăsească Iașul. În același timp, au fost trimise în Transilvania arhivele Rectoratului și ale facultăților, volumele cele mai valoroase din bibliotecile Universității, precum și piese ale instalațiilor din laboratoarele facultăților.
- 1944, 2 octombrie - Senatul universitar s-a întrunit sub președinția rectorului Mihai David și a decis formarea comisiei de epurare la Universitate, care îi avea în componență pe Leon Ballif (Facultatea de Medicină), Gheorghe Zane (Facultatea de Drept) și Ioan Gh. Botez (Facultatea de Științe); ulterior comisia a fost formată din Alexandru Myller, Iorgu Iordan și Gheorghe Zane (înlocuit cu Andrei Oțetea).
- 1945, 13 mai - Se deschidea noul an universitar la Iași, marcându-se astfel sfârșitul perioadei de refugiu la Alba Iulia.
- 1945 - Facultatea de Teologie a început să funcționeze la Suceava.
- 1947 - Prin decretul-lege 148 al Marii Adunări Naționale a R.P.R., au fost desființate toate institutele de profil istoric din țară, inclusiv cel de la Iași și s-a creat o singură instituție: Institutul de istorie al Academiei R.P.R., cu două filiale, la Cluj Napoca și Iași.
- 1948, 2 aprilie - Facultatea de Teologie a fost desființată, în urma publicării Legii nr. 87, cu privire la „raționalizarea” învățământului teologic.
- 1948 - Universitatea a primit numele „Alexandru Ioan Cuza”.
- 1948 - Facultatea de Științe s-a divizat în patru facultăți: Matematică-Fizică, Chimie, Biologie și Geografie.
- 1948 - Facultatea de Medicină s-a transformat în Institut autonom.
- 1948 - S-a înființat Facultatea de Istorie-Geografie, cu o secție de Istorie și o secție de Geografie.
- 1948 - Facultatea de Drept a fost denumită Facultatea de Științe Juridico-Administrative și apoi Științe Juridice.
- 1948 - S-au desființat toate revistele Universității: „Revista Adamachi”, „Annales Scientifiques de l’ Université de Iassy”, „Revista Medico-chirurgicală” și „Buletinul Institutului de Filologie M. Philippide”.
- 1949 - Universitatea a organizat pentru prima dată cursuri serale.
- 1949/1950 - Pe baza experienței U.R.S.S. a fost organizat învățământul fără frecvență; primele secții au funcționat în cadrul facultăților de Matematică-Fizică, Științe Naturale, Filologie-Istorie și Juridică.
- 1950 - S-a înființat Facultatea de Geologie-Geografie.
- 1950 - Muzeului de istorie naturală a fost redeschis după repararea distrugerilor provocate de război.
- 1950 - A început funcționarea Școlii superioare pedagogice (1950-1952), în cadrul Universității.
- 1951 - S-a desființat Facultatea de Pedagogie-Psihologie.
- 1951 - A fost construită Creșa Universității, cu o capacitate de 20 de locuri.
- 1952 - A început funcționarea Institutului pedagogic de doi ani (1952-1955), în cadrul Universității.
- 1953 - A început funcționarea Facultății muncitorești în cadrul Universității.
- 1955 - Facultatea de Științe Naturale a fost redenumită Facultatea de Științe Naturale-Geografie.
- 1956, septembrie - A fost creată Stațiunea Miroslava, cu scopul de a asigura o bază experimentală unor discipline ca genetica, fiziologia plantelor sau ecologia.
- 1956 - Facultatea de Geologie - Geografie a fost transformată în Facultatea de Științe Naturale – Geografie.
- 1957 - Facultatea de Istorie-Filosofie a devenit Facultatea de Filologie-Istorie.
- 1959 - Facultatea de Științe Naturale – Geografie și-a schimbat numele, în Facultatea de Biologie – Geografie.
- 1960, 27-30 octombrie - S-au desfășurat festivitățile prilejuite de aniversarea celor 100 de ani de la înființarea Universității, ca instituție modernă de învățământ.
- 1960 - Facultatea de Filologie-Istorie s-a scindat în două facultăți: Filologie și Istorie-Filozofie.
- 1960 - Grădina Botanică a fost mutată în Copou și a început să funcționaze efectiv, în noul amplasament, din 1964.
- 1960 - S-a dat în folosință cantina „Târgușor Copou”, cu o capacitate de 400 de locuri.
- 1961 - Au fost terminate trei cămine studențești în complexul „Târgușor Copou”, ce însumau 990 de locuri.
- 1962 - A luat ființă Facultatea de Științe Economice.
- 1962 - Facultatea de Matematică-Fizică s-a scindat, apărând Facultatea de Matematică-Mecanică și Facultatea de Fizică.
- 1962 - Stațiunea de cercetări maritime Agigea a fost redenumită Stațiunea de cercetări biologice „I. Borcea”.
- 1962 - S-a finalizat construcția celui de-al patrulea cămin din cadrul complexului „Târgușor Copou”.
- 1963 - Au fost inaugurate patru cămine, cu 1632 de locuri, în „Complexul numărul 2” și o cantină cu autoservire, pentru 2000 de studenți.
- 1963-1964 - A fost construită o nouă clădire a Universității, care a găzduit de la început facultățile de Științe Economice, Biologie și Geografie.
- 1965 - A fost organizat un Centru de Sociologie, în cadrul Universității.
- 1965 - Ca urmare a eforturilor profesorului Adolf Haimovici, la Facultatea de Matematică s-a înființat specializarea Mașini de Calcul.
- 1965 - S-a înființat Clubul Sportiv „Universitatea” Iași, care înlocuia fostele Cluburi Sportive „Știința”.
- 1968 - A apărut la Editura Didactică și Pedagogică prima carte de informatică scrisă la Universitatea „Alexandru Ioan Cuza”, cu titlul Calculatoare universale și teoria programării, autor fiind profesorul Costică Cazacu.
- 1970 - Stațiunea de cercetări biologice „I. Borcea” a trecut în subordinea Institutului român de cercetări marine.
- 1970 - Stațiunea Miroslava a trecut în administrarea autorităților municipale.
- 1970-1971 - S-au dat în folosință căminele studențești din complexul „30 Decembrie”.
- 1971, 30 iunie - Facultatea de Educație Fizică a fost preluată de Universitate, în urma adoptării Hotărârii Consiliului de Miniștri nr. 775.
- 1971 - Specializarea Mașini de Calcul s-a transformat în Secția de Informatică din cadrul Facultății de Matematică.
- 1974 - S-a produs transferul Facultății de Chimie la Institutul Politehnic Iași și unificarea acesteia cu Facultatea de Chimie Industrială, creându-se Facultatea de Chimie și Inginerie Chimică (redenumită ulterior, Facultatea de Tehnologie Chimică).
- 1974 - S-a creat Facultatea de Învățământ Pedagogic, care a funcționat trei ani.
- 1974 - Stațiunea de cercetări „Stejaru” de la Pângărați a fost trecută în subordinea Centrului de cercetări biologice Iași.
- 1975 - S-a înființat Centrului de Calcul al Universității „Alexandru Ioan Cuza”.
- 1975 - Ca urmare a aplicării planului de integrare a cercetării cu „practica social-politică și învățământul”, Institutul „A. D. Xenopol” a trecut în subordinea Facultății de Istorie și Filozofie.
- 1980 - A fost înființată Facultatea de Biologie-Geografie-Geologie.
- 1980 - S-a desființat Clubul Sportiv „Universitatea”. La nivelul centrului universitar și-a desfășurat activitatea doar un singur club, „Politehnica Iași”, care a preluat secțiile tuturor structurilor sportive studențești existente.
- 1982 - S-a înființat Laboratorul de Acvacultură și Ecologie Acvatică Piatra Neamț, prin desprinderea de Stațiunea „Stejarul” de la Pângărați. El a funcționat ca subunitate a unor instituții de cercetare aflate în coordonarea Academiei de Științe Agricole și Silvice din București.
- 1986 - Facultatea de Matematică-Mecanică a fuzionat din nou cu Facultatea de Fizică.
- 1987, 17 februarie - S-a produs revolta studenților de la Iași împotriva condițiilor de viață și studiu din cămine.
- 1989 - Facultatea de Filologie s-a transformat în Facultatea de Litere.
- 1989 - Facultatea de Matematică devine facultate de sine stătătoare.
- 1990, 8 iunie - Direcția generală a Învățământului Superior a comunicat acordul pentru înființarea Editurii, ca unitate componentă a Universității, fără personalitate juridică.
- 1990 - Facultatea de Chimie a revenit la Universitate prin mutarea Secțiilor de Chimie și Chimie Fizică din cadrul Facultății de Tehnologie Chimică a Institutului Politehnic Iași.
- 1990 - S-a reînființat Facultatea de Fizică.
- 1990 - Din cadrul Facultății de Biologie, Geografie și Geologie s-au desprins două facultăți: Biologie și Geografie – Geologie.
- 1990 - Universitatea a recuperat Stațiunea de la Agigea.
- 1990 - Universitatea „Alexandru Ioan Cuza” a înființat Stațiunea biologică Potoci, pentru a dezvolta direcțiile de cercetare limnologică teoretică și aplicativă asupra lacurilor de acumulare montane.
- 1991 - A fost reînființată Facultatea de Teologie Ortodoxă din Iași.
- 1992, 16 ianuarie - S-a înființat prima Facultate de Informatică din țară.
- 1994, 1 octombrie - Secția de Educație Fizică s-a transformat în Facultate de sine stătătoare.
- 1997 - S-a reînființat Facultatea de Psihologie și Științe ale Educației.
- 1998, 4 iunie - Senatul Universității „Alexandru Ioan Cuza” a adoptat hotărârea prin care s-a aprobat noua titulatură a Facultății de Științe Economice, Facultatea de Economie și Administrarea Afacerilor, denumire folosită în actele oficiale începând cu 1 octombrie 1998.
- 1998 - A început programul de mobilități SOCRATES la Universitatea „Alexandru Ioan Cuza”.
- 2000 - S-a decis ca denumirea Universității să se transforme din „Al. I. Cuza”, în „Alexandru Ioan Cuza” – Iași.
- 2000 - S-a înființat Centrul de Studii Europene, în cadrul Universității „Alexandru Ioan Cuza”.
- 2000 - S-au înființat două stațiuni de practică studențească și de cercetare: stațiunea „Ion Gugiuman” (prin preluarea stației meteorologice din masivul Rarău) și stațiunea „Simion Mehedinți” (prin preluarea stației meteorologice din localitatea Tulnici - Vrancea).
- 2001, 4-5 iulie - Facultatea de Teologie Ortodoxă din Iași a primit aprobarea să poarte numele de Facultatea de Teologie Ortodoxă „Dumitru Stăniloae”.
- 2002, 15 decembrie - Universitatea „Alexandru Ioan Cuza” a devenit membru titular al Agenției Universitare a Francofoniei.
- 2002 - S-a înființat Facultatea de Teologie Romano-Catolică.
- 2002 - Laboratorul de Acvacultură și Ecologie Acvatică Piatra Neamț a revenit în structura Universității.
- 2003, septembrie - A fost inaugurat căminul studențesc „Gaudeamus”, cu o capacitate de 338 de locuri, destinate atât studenților și profesorilor de la Universitatea „Alexandru Ioan Cuza”.
- 2003, 1 octombrie - S-a înființat Grădinița „Junior”, prima instituție de acest fel fondată de o universitate din România.
- 2003 - Centrul de Calcul al Universității „Alexandru Ioan Cuza” a fost desființat.
- 2003 - Universitatea a preluat Stațiunea de Cercetare-Dezvoltare pentru Acvacultură și Ecologie Acvatică.
- 2005, martie - Universitatea „Alexandru Ioan Cuza” a avut inițiativa constituirii unei rețele a principalilor săi parteneri francofoni, punând astfel bazele Rețelei Universităților Francofone „Alexandru Ioan Cuza”. Alături de instituția ieșeană, membrii fondatori au fost Université d’Angers, Université de Genève, Université des Science et Technologies de Lille, Université Catolique de Louvain, Université de Poitiers.
- 2005 - S-a trecut la structura „Bologna”, studiile de licență reducându se la 3 ani, iar doctoratul reorganizându-se în două forme: științific și profesional.
- 2005 - Universitatea „Alexandru Ioan Cuza” a fost acceptată ca membru al Rețelei Utrecht, din care mai făceau parte 31 de instituții, din 28 de țări.
- 2006, septembrie - Universitatea „Alexandru Ioan Cuza” a devenit membru al organizației Magna Charta Universitatum, fondată de Universitatea din Bologna și Asociația Universităților Europene.
- 2006 - Universitatea a obținut de la Ministerul Educației și Cercetării „Premiul pentru publicații științifice internaționale”.
- 2006 - Universitatea „Alexandru Ioan Cuza” a semnat, ca membru fondator, actul de înființare a Rețelei Universităților Balcanice, din care mai fac parte două universități din Grecia, două din Albania, una din Bulgaria, trei din Serbia, una din Turcia și una din Fosta Republică Iugoslavă a Macedoniei.
- 2006 - S-a înființat Platforma integrată pentru studii avansate în nanotehnologii moleculare – AMON, la care participă facultățile de Fizică, Chimie, Biologie, Informatică.
- 2006 - S-a înființat Platforma de formare și cercetare interdisciplinară în domeniul arheologiei – ARHEOINVEST, la care participă facultățile de Istorie, Geografie-Geologie, Biologie, Fizică.
- 2006 - S-a înființat Platforma MEDIAEC – Mijloace eficiente de dezvoltare-inovare a educației și cercetării interdisciplinare în formare, comunicare și servicii, la care participă toate facultățile din Universitate.
- 2007 - Universitatea a obținut de la Ministerul Educației și Cercetării „Premiul pentru lucrări științifice publicate în jurnale ISI”.
- 2007 - Universitatea „Alexandru Ioan Cuza” a fost acceptată ca membru al Grupului Coimbra, organizație a universităților europene, fondată în 1985.
- 2007 - S-a înființat Școala Junior din cadrul Universității, prima instituție de acest fel din România.
- 2007 - A fost inaugurat căminul „Akademos”, cu o capacitate totală de 500 de locuri.
- 2008, 11 iunie - Facultatea de Filozofie și-a schimbat denumirea în Facultatea de Filozofie și Științe Social-Politice, prin Hotărâre de Guvern.
- 2008 - Universitatea a obținut de la Ministerul Educației și Cercetării Premiul I în „Topul excelenței în cercetare” pentru Centrul de excelență CARPATH – Center for Applied Research in Phsysics and Advanced Technologies.
- 2008 - Universitatea a fost acreditată ca unitate a sistemului de cercetare-dezvoltare de interes național.
- 2008 - A fost înființat primul laborator de Geoarheologie din România.